# پری‌شاهرخ پشت‌رگه‌ای
پری‌شاهرخ پشت‌رگه‌ای (نام علمی: Icterus pustulatus) نام یک گونه از سرده پری‌شاهرخ بر جدید است.